# Голлівілла (Кентуккі)
Голлівілла (англ. Hollyvilla) — місто (англ. city) в США, в окрузі Джефферсон штату Кентуккі. Населення — 518 осіб (2020).

## Географія
Голлівілла розташована за координатами 38°5′33″ пн. ш. 85°44′53″ зх. д. / 38.09250° пн. ш. 85.74806° зх. д. (38.092519, -85.748056).  За даними Бюро перепису населення США в 2010 році місто мало площу 0,88 км², з яких 0,88 км² — суходіл та 0,00 км² — водойми.

## Демографія
Згідно з переписом 2010 року, у місті мешкало 537 осіб у 212 домогосподарствах у складі 160 родин. Густота населення становила 607 осіб/км².  Було 223 помешкання (252/км²).
Расовий склад населення:
| - 97,4 % — білих - 1,9 % — чорних або афроамериканців |

До двох чи більше рас належало 0,6 %. Частка іспаномовних становила 1,1 % від усіх жителів.
За віковим діапазоном населення розподілялося таким чином: 19,7 % — особи молодші 18 років, 66,9 % — особи у віці 18—64 років, 13,4 % — особи у віці 65 років та старші. Медіана віку мешканця становила 41,9 року. На 100 осіб жіночої статі у місті припадало 94,6 чоловіків;  на 100 жінок у віці від 18 років та старших — 94,1 чоловіків також старших 18 років.
Середній дохід на одне домашнє господарство  становив 51 368 доларів США (медіана — 37 500), а середній дохід на одну сім'ю — 63 226 доларів (медіана — 55 417). Медіана доходів становила 41 250 доларів для чоловіків та 24 306 доларів для жінок. За межею бідності перебувало 7,3 % осіб, у тому числі 10,1 % дітей у віці до 18 років та 12,1 % осіб у віці 65 років та старших.
Цивільне працевлаштоване населення становило 184 особи. Основні галузі зайнятості: роздрібна торгівля — 19,0 %, виробництво — 15,8 %, освіта, охорона здоров'я та соціальна допомога — 14,7 %.